# Dechantskirchen
Dechantskirchen är en ort och kommun i distriktet Hartberg-Fürstenfeld i förbundslandet Steiermark i Österrike.
Kommunen består av åtta orter (Ortschaften) (inom parentes invånarantal 1 januari 2024):

- Bergen (106)
- Burgfeld (116)
- Dechantskirchen (650)
- Hohenau am Wechsel (103)
- Kroisbach (395)
- Limbach (25)
- Schlag bei Thalberg (371)
- Stögersbach (245)

Kommunen fick sin nuvarande form den 1 januari 2015 då en del av kommunen Schlag bei Thalberg överfördes till Dechantskirchen.